# اچ‌ام‌اس ماریا (۱۸۰۸)
اچ‌ام‌اس ماریا (۱۸۰۸) (به انگلیسی: HMS Maria (1808)) یک کشتی بود. این کشتی در سال ۱۸۰۸ ساخته شد.